# Olentzero

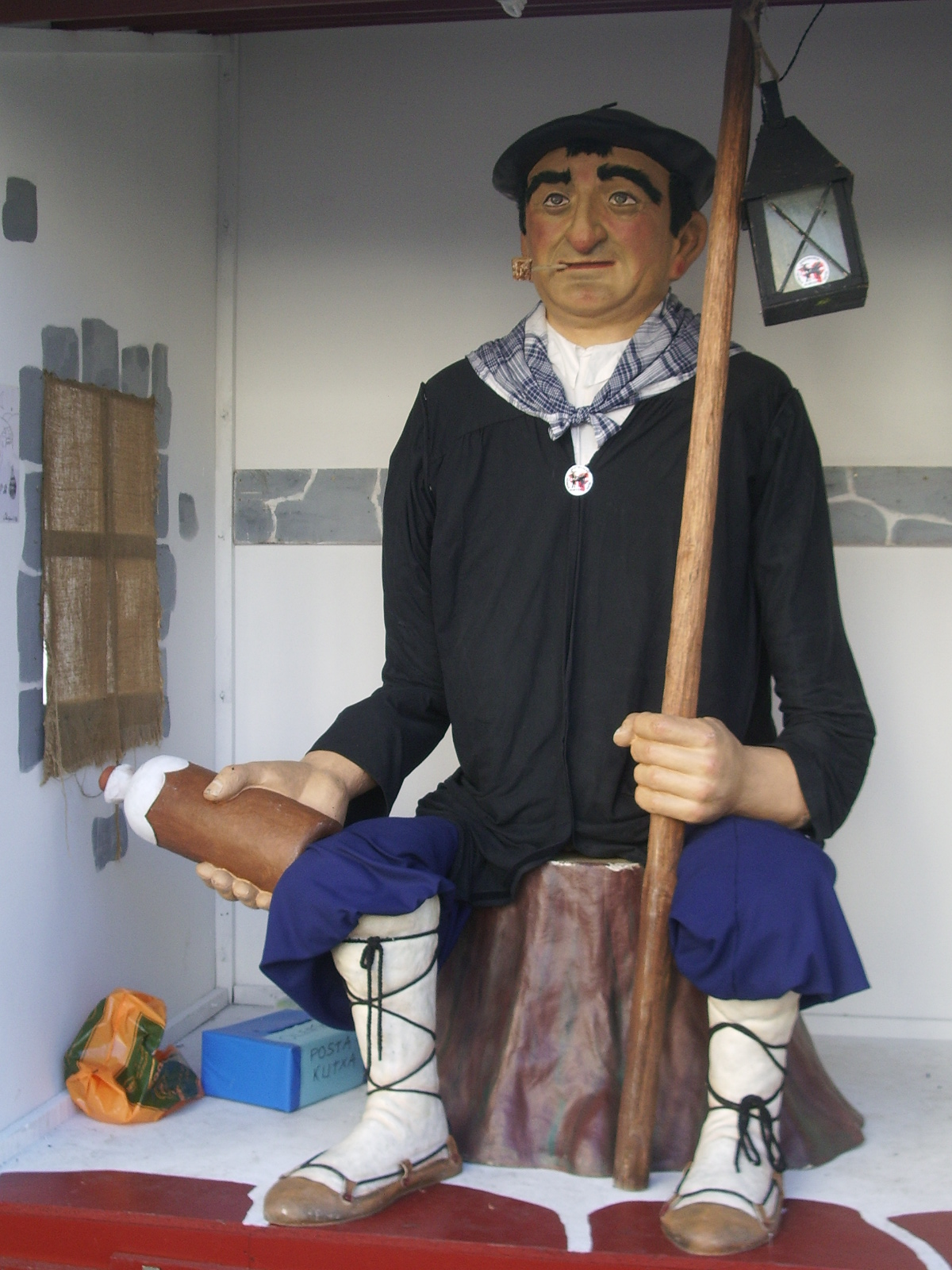
Olentzero à Hendaye (64)

Olentzero, ou Olentzaro, Orentzaro, Omentzaro, Orantzaro est un personnage dans la culture et la tradition basques, charbonnier de profession. Ce terme désignait au XVIIe siècle la nuit de Noël, ou l'époque de l'année correspondante. Cependant, Olzentzero existait dans la culture basque avant le Christianisme. Le charbon est signe d'une vie latente et il symbolise le soleil qui va recommencer à chauffer la terre en ce solstice d'hiver.

## Étymologie
Olentzero : de nombreuses hypothèses ont été émises sur l'origine de ce nom (métathèse du français Noël > Olen, impossible car la forme primitive est Onen- , traduction de Nochebuena, etc.). Selon Jean-Baptiste Orpustan et Michel Morvan, à partir de on "bon", antz "vers" et aro "période de temps, époque". Ce serait le nom du solstice d'hiver.

## Le personnage
Dans certains villages on présente ce même Olentzero sous les traits d'un personnage un peu grotesque qui fait son apparition la nuit de Noël. Il est généralement présenté comme un charbonnier, sale, grossier, il a autant d'yeux que l'année a de jours plus un, il apparaît avec un bouquet d'ajoncs, une faucille à la main. On dit qu'il est glouton, qu'il entre dans la maison la nuit de Noël par la cheminée (ce qui justifiait de nettoyer le conduit à l'avance), qu'il vient dans la cuisine quand la famille s'est retirée au lit. Il se chauffe aux flammes d'Olentzero enbor (le tronc d'Olentzero) ou gabonzuzi qui se consume cette nuit-là dans la cheminée. Parfois, comme à Berastegi, il met le feu à sa botte d'ajoncs et c'est ainsi qu'il se chauffe.
Lors des fêtes villageoises traditionnelles, Olentzero est représenté sous la forme d'un mannequin fait de paille et de chiffons, que l'on promène sur des brancards, de maison en maison, en faisant la quête de la nuit de Noël. Les enfants le font de jour, les adultes, de nuit. Cette tradition semblait se perdre ou, du moins, réduite à quelques villages mais elle revient en force de nos jours, y compris dans la partie nord (Iparralde) du Pays basque.
Cependant, la principale raison de voir ce charbonnier descendre dans les villages basques vient d'une légende qui dit que ce personnage vient annoncer la naissance de Kixmi, Jésus, qui provoqua la disparition subite des Jentil. Voici ce que chantent les jeunes d'Oiartzun :
| Texte basque | Texte français |
| --- | --- |
| Olentzero joan zaigu mendira lanera intentziuarekin ikatz egitera. Adittu duenian Jesus jaio dela lasterka etorri da berri ona ematera. | Olentzero nous a quitté vers la montagne pour travailler avec l'intention de faire du charbon. Quand il a entendu que Jésus était né il est venu en courant donner la bonne nouvelle. |